# (470599) 2008 OG19
(470599) 2008 OG19 ist ein großes transneptunisches Objekt, das bahndynamisch als Scattered Disk Object (SDO) eingestuft wird. Aufgrund seiner Größe ist der Asteroid ein Zwergplanetenkandidat.

## Entdeckung
(470599) 2008 OG19 wurde am 30. Juli 2008 von einem Astronomenteam, bestehend aus Meg Schwamb, Mike Brown und David Lincoln Rabinowitz, mit dem 1,2-m-Oschin-Schmidt-Teleskop am Palomar-Observatorium des California Institute of Technology (Kalifornien) entdeckt. Die Entdeckung wurde vom Cerro Tololo-Observatorium bestätigt und am 4. September 2008 zusammen mit 2008 NW4 bekanntgegeben, der Planetoid erhielt später von der IAU die Kleinplaneten-Nummer 470599.
Der Beobachtungsbogen des Asteroiden beginnt mit der offiziellen Entdeckungsbeobachtung am 30. Juli 2008. Seither wurde der Planetoid durch verschiedene erdbasierte Teleskope beobachtet. Im April 2017 lagen insgesamt 157 Beobachtungen über einen Zeitraum von 8 Jahren vor. Die bisher letzte Beobachtung wurde im August 2018 am Purple Mountain-Observatorium (Volksrepublik China) durchgeführt. (Stand 19. März 2019)

## Eigenschaften

### Umlaufbahn
2008 OG19 umkreist die Sonne in 552,90 Jahren auf einer hochgradig elliptischen Umlaufbahn zwischen 38,58 AE und 96,15 AE Abstand zu deren Zentrum. Die Bahnexzentrizität beträgt 0,427, die Bahn ist 13,14° gegenüber der Ekliptik geneigt. Derzeit ist der Planetoid 38,75 AE von der Sonne entfernt. Das Perihel durchlief er das letzte Mal 2013, der nächste Periheldurchlauf dürfte also im Jahre 2566 erfolgen.
Sowohl Marc Buie (DES) als auch das Minor Planet Center klassifizieren den Planetoiden als SDO; letzteres führt ihn auch allgemein als «Distant Object».

### Größe und Rotation
Gegenwärtig wird von einem berechneten Durchmesser von 619 km ausgegangen; dieser Wert beruht auf einem angenommenen typischerweise tiefen Rückstrahlvermögen für SDO. Ausgehend von diesem Durchmesser ergibt sich eine Gesamtoberfläche von etwa 1.204.000 km2. Die scheinbare Helligkeit von 2008 OG19 beträgt 21,02 m.
Es ist davon auszugehen, dass 2008 OG19 sich im hydrostatischen Gleichgewicht befindet und der Asteroid damit ein Zwergplanetenkandidat ist, basierend auf dem taxonomischen 5-Klassen-System von Mike Brown. Letzterer schätzt selbst den Durchmesser des Asteroiden auf 490 km auf Basis einer angenommenen Albedo von 7 % und einer absoluten Helligkeit von 5,1 m. Mike Brown geht davon aus, dass es sich bei 2008 OG19 möglicherweise um einen Zwergplaneten handelt.
2008 OG19 scheint aufgrund seiner außergewöhnlich niedrigen Dichte von 0,609 g/cm3 eine elongierte Form zu besitzen, wie es etwa bei Varuna der Fall ist.
Anhand von Lichtkurvenbeobachtungen rotiert 2008 OG19 in 8 Stunden und 43,6 Minuten einmal um seine Achse, die gegenüber seiner Bahnebene um 13,2° geneigt ist. Daraus ergibt sich, dass er in einem 2008 OG19-Jahr 555.374,5 Eigendrehungen („Tage“) vollführt. Ein abweichendes Ergebnis eines anderen Astronomenteams legte dagegen eine Rotationsperiode von 2 Stunden und 24 Minuten nahe, was die Anzahl der 2008 OG19-Tage auf 2.019.480,4 Umdrehungen erhöhen würde. Letztere Einschätzung gilt als die unwahrscheinlichere.
| Jahr                                         | Abmessungen km    | Quelle                     |
| -------------------------------------------- | ----------------- | -------------------------- |
| 2012                                         | 482,53            | LightCurve DataBase        |
| 2015                                         | 619,0 +56,0−113,0 | Fernández-Valenzuela u. a. |
| 2018                                         | 509,0             | Johnston                   |
| 2018                                         | 490,0             | Brown                      |
| Die präziseste Bestimmung ist fett markiert. |                   |                            |